# ゲオルギー・グレーヴィッチ
ゲオルギー・ヨーシフォヴィッチ・グレーヴィッチ（露：Георгий Иосифович Гуревич；ラテン翻字例：Georgi Iosifovich Gurevich、1917年4月24日/旧暦4月11日 - 1998年12月18日）はソヴィエト連邦（ロシア）のSF作家・批評家・研究家、科学啓蒙家。姓のカナ表記はグレーウィッチなどとも。

## 人物
モスクワで建築家の息子として生まれ、自身も建築学を学ぶ。1939年に赤軍へ入隊。第二次大戦（独ソ戦）には騎兵・工兵として従軍し、勲章も得ている。1945年11月に除隊。1946年にモスクワの大学を卒業し、建築技師となる。最初の中編小説«Человек-ракета»（ロケット乗り）は、1946年、「知識は力」誌に発表された。初期にはスポーツ小説も書いたが後にSFに専念するようになった。1987年にエフレーモフ賞を受賞。科学教育の分野にも力を入れ、«Детской энциклопедии»（こども百科事典）の初版刊行に関与したほか、複数の通俗科学書の執筆を手がけた。SF評論家としては1967年の«Карта Страны Фантазии»（ファンタジーの国の地図）で知られる。1998年、モスクワで没。

## 作品と作風
代表的な小説作品としては«Иней на пальмах (1954)»（棕櫚の霧氷）、«Пленники астероида (1962)»（アステロイドにとらわれて）などが挙げられるが、いずれも未訳である。日本語訳のある作品は短編・中編小説を中心とした数作に留まる。例えば、大掛かりな惑星開発の物語«Первый День Тврения»「創造の第一日」、宇宙探検に命をかける飛行士たちの姿を描いた«Инфра Дракона»「竜座の暗黒星」などである。ソ連文学研究家の飯田規和はグレーヴィッチの作風について「技術者らしい発想と叙情性がグレーヴィッチの本領である。」との評を述べている。